# Радомир Джалович
Радомир Джалович (чорн. Радомир Ђаловић / Radomir Đalović; нар. 28 жовтня 1983, Бієло-Полє) — чорногорський футболіст, нападник. Виступав за національну збірну Чорногорії.

## Клубна кар'єра
Свою професійну кар'єру Радомир розпочав у команді зі свого рідного міста «Єдинство» (Бієло-Полє). У червні 2000 року перейшов в «Црвена Звезду», у складі якої став чемпіоном Югославії в сезоні 2000/01. У наступному сезоні Джалович виступав за інший белградський клуб — «Железник».
Своєю грою за останню команду привернув увагу представників тренерського штабу хорватського «Загреба», до складу якого приєднався в липні 2002 року. Відіграв за загребську команду наступні два з половиною сезони і двічі ставав кращим бомбардиром команди — в сезонах 2002/03 і 2003/04.
У січні 2005 року перейшов в німецьку «Армінію» з Білефельда. Після «Армінії» поїхав у Туреччину, де один сезон провів за «Кайсері Ерджієсспор». У сезоні 2007/08 Радомир виступав за «Рієку». У липні 2008 року перейшов в бухарестський «Рапід», за який виступав протягом двох років. У липні 2010 року повернувся назад, у «Рієку».
10 березня 2011 року Джалович перейшов в пермський «Амкар», підписавши контракт на 3,5 роки. За півтора року, проведених у Пермі, Радомир так і не зміг відкрити рахунок голам за «Амкар» в офіційних іграх, внаслідок чого був проданий в стан чемпіона Ірану клуб «Сепахан», з яким в першому ж сезоні виграв Кубок Ірану.
2014 року Джалович недовго пограв за китайський «Шанхай Шеньсінь», після чого грав у Таїланді за «БЕК Теро Сасана» та «Бангкок».
На початку 2016 року Радомир повернувся на батьківщину, ставши гравцем столичної «Будучності». Відтоді встиг відіграти за клуб з Подгориці 15 матчів в національному чемпіонаті.

## Виступи за збірні
Протягом 2003—2004 років залучався до складу молодіжної збірної Сербії і Чорногорії, разом з якою взяв участь у чемпіонаті Європи серед молодіжних збірних 2004 року, де дійшов з командою до фіналу.
17 жовтня 2007 року дебютував в офіційних іграх у складі національної збірної Чорногорії в товариському матчі проти Естонії. Перший гол за збірну забив 26 березня 2008 року в матчі проти збірної Норвегії.
З перших 40 матчів новоявленої збірної зіграв 26 ігор, останню провів проти Чехії у стикових матчах кваліфікації до чемпіонату Європи 2012 року. У лютому 2012 року після невиклику на товариський матч з Ісландією оголосив про завершення кар'єри в збірній. Наразі провів у формі головної команди країни 26 матчів, забивши 7 голів.

## Досягнення
Гравець
- Чемпіон СР Югославії: 2000/01
- Володар Кубка Ірану: 2012/13
- Чемпіон Чорногорії: 2016/17

Тренер
- Чемпіон Хорватії: 2024/25
- Володар Кубка Хорватії: 2024/25